# Charles Brockden Brown

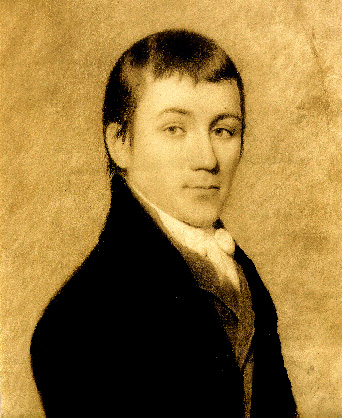
Charles Brockden Brown

Charles Brockden Brown (Philadelphia, 17 januari 1771 - 22 februari 1810) was een Amerikaanse romancier, historicus en uitgever. Vanwege zijn betrokkenheid bij allerlei vormen van literatuur zoals de roman, het korte verhaal, essays en tijdschriften wordt hij gezien als een van de meest cruciale figuren in de vroege geschiedenis van de Amerikaanse literatuur. In veel van zijn literatuur behandelt hij thema's die te maken hebben met de Amerikaanse handelscultuur en de rol van de handel in de overgang van het 18e-eeuwse republicanisme naar het klassiek-liberalisme, kapitalisme en imperialisme van de 19e eeuw.  

## Biografie
Brown werd geboren in een streng godsdienstige familie van kooplieden die bovendien deel uitmaakte van het Religieus Genootschap der Vrienden (de quakers). Zijn familie wilde dat hij advocaat werd, maar Brown besloot zelf al spoedig zich volledig aan de literatuur te wijden. In 1793 stopte hij met zijn rechtenstudie en sloot zich aan bij een groep intellectuelen die hem hielpen bij het opstarten van zijn literaire carrière. Na een aanloopperiode begon hij in 1798 met het publiceren van echte romans. In drie jaar tijd publiceerde hij achtereenvolgend zeven romans, nog een andere roman raakte door omstandigheden zoek en is sindsdien nooit meer gepubliceerd. In deze zelfde periode was hij werkzaam bij het tijdschrift The Monthly Magazine and American Review (later omgedoopt tot The American Review and Literary Journal), waarvoor hij van 1799 tot 1802 veel korte artikelen en recensies schreef. Tussen 1803 en 1807 schreef hij de postuum gepubliceerde Historical Sketches, een groep verhalen waarin hij fictie en geschiedenis combineerde. Na 1801 schreef Brown bovendien verschillende belangrijke politieke pamfletten. 
Na tuberculose te hebben opgelopen, overleed Brown in februari 1810 op de leeftijd van 39 jaar. 

## Romans

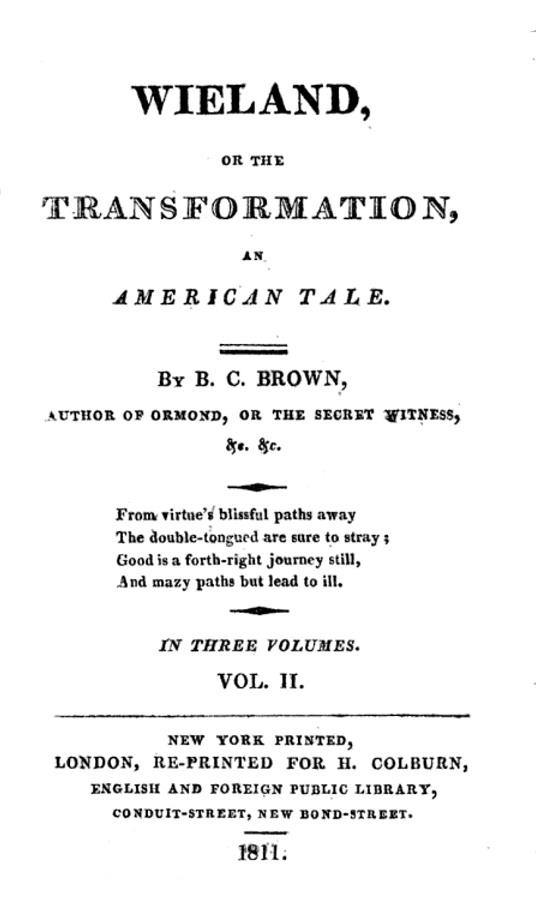
Heruitgave uit 1811 van Wieland; or, the Transformation

- Sky-Walk; or, The Man Unknown to Himself (voltooid in maart 1798, maar gedeeltelijk verloren gegaan en nooit gepubliceerd)
- Wieland; or, the Transformation (september 1798)
- Ormond; or, the Secret Witness (januari 1799)
- a) Arthur Mervyn; or, Memoirs of the Year 1793 (mei 1799)
- Edgar Huntly; or, Memoirs of a Sleep-Walker (augustus 1799)
- Memoirs of Stephen Calvert (in delen gepubliceerd van juni 1799 tot juni 1800)
- b) Arthur Mervyn; or, Memoirs of the Year 1793, Second Part (september 1800)
- Clara Howard; In a Series of Letters (juni 1801)
- Jane Talbot; A Novel (december 1801)